# Cicloadición
Una cicloadición es una reacción pericíclica en la que dos enlaces π se pierden y se forman dos enlaces σ. La reacción resultante es una reacción de ciclación.
Las cicloadiciones suelen ser descritas por el tamaño del esqueleto de los participantes. Esto hace que la reacción de Diels-Alder sea una cicloadición [4+2], la cicloadición 1,3-dipolar una cicloadición [3+2], etc. 

## Mecanismos de reacción
Las cicloadiciones térmicas suelen tener 4n + 2 electrones π participando en los materiales iniciales. Esto ocurre, por razones de simetría de orbitales, en una forma suprafacial-suprafacial o antarafacial-antarafacial (raro). Hay unos pocos ejemplos de cicloadiciones térmicas de 4n electrones π (por ejemplo, las cicloadiciones [2+2]); estas proceden en una orientación suprafacial-antarafacial, tal como la dimerización de la cetena, en la que un conjunto ortogonal de orbitales p permiten que la reacción proceda vía un estado de transición cruzado.
Las cicloadiciones en las que participan 4n electrones π también pueden suceder como resultado de una activación fotoquímica. Aquí, un componente tienen un electrón promovido del HOMO (π enlazante) al LUMO (π* antienlazante). La simetría de orbitales es tal que la reacción puede suceder de un modo suprafacial-suprafacial. A continuación se muestra un ejemplo, la dimerización fotoquímica del ácido cinámico, cuya reacción entre los dos alquenos produce la síntesis de distintos isómeros de ácidos truxílicos.

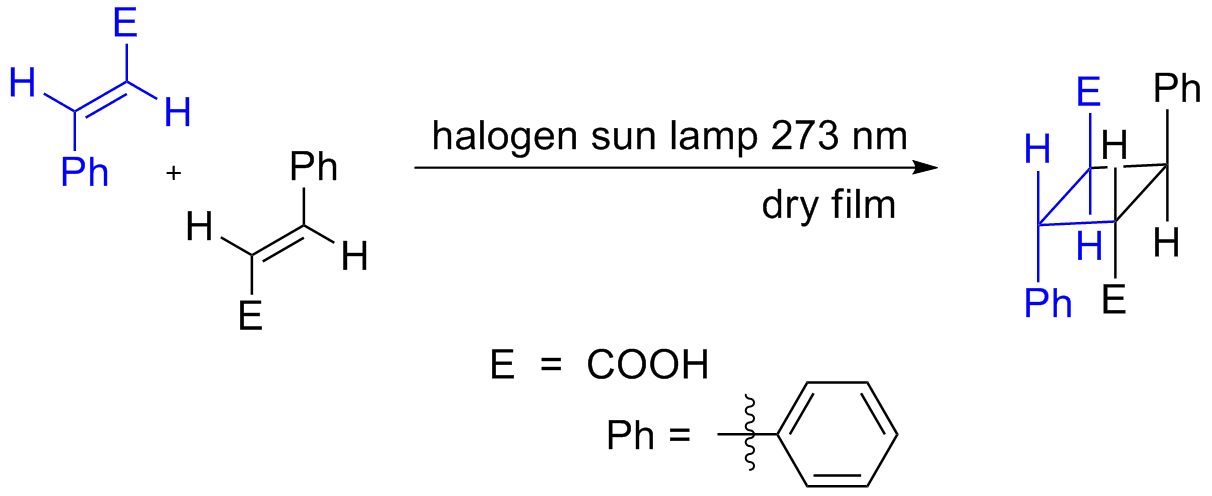
Cinnamic Acid CycloAddition

Obsérvese que no todas las ciclizaciones fotoquímicas (2+2) son cicloadiciones; se conoce que algunas operan por mecanismos de radicales libres.
Algunas cicloadiciones, en vez de suceder por enlaces π, operan por anillos tensionados de ciclopropano, debido a que estos tienen un significativo carácter π. Por ejemplo, una reacción análoga a la reacción de Diels-Alder es la reacción del cuadriciclano-DMAD:

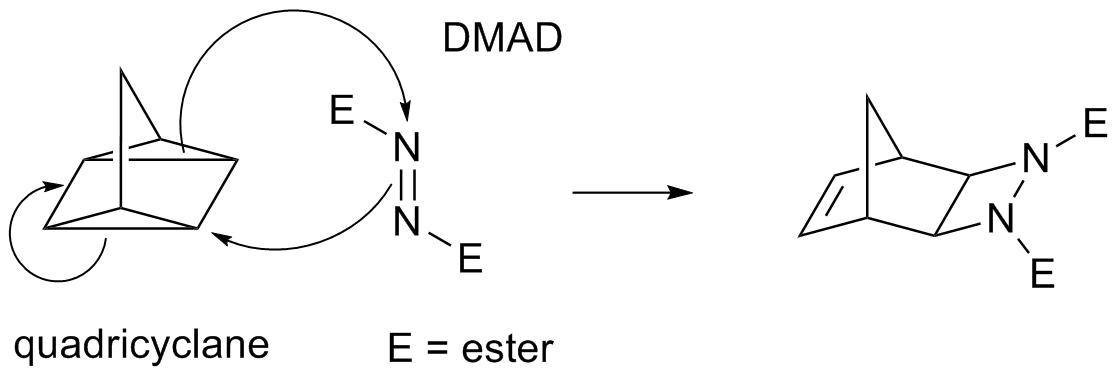

En la notación de cicloadición (i+j+...), i y j se refieren al número de átomos involucrados en la cicloadición. En esta notación, una reacción de Diels-Alder es una cicloadición (4+2), y una adición dipolar 1,3, tal como el primer paso en una ozonólisis es una cicloadición (3+2).